# Грунь (притока Грунь-Ташані)
Грунь (інші назви — Грунь-Черкес, Грунь-Черкаська) — річка в Україні, в межах Охтирського району Сумської області та Зіньківського району Полтавської області. Ліва притока Грунь-Ташані (басейн Дніпра).
- Опис

Довжина річки 59 км, площа басейну 995 км² (у межах Полтавщини — довжина 30 км, площа басейну 925 км²). Долина трапецієподібна, завширшки до 4 км, завглибшки до 50 м. Річище звивисте, завширшки пересічно 5 м, завглибшки до 1,5-2.0 м. Похил річки 0,81 м/км. Замерзає у грудні, а скресає в березні. Стік частково зарегульований ставками. Використовують для сільськогосподарських потреб.

## Розташування
Річка бере початок біля села Ясенове. Тече переважно на південний захід, у пригирловій частині повертає на захід і північ. Впадає до Грунь-Ташані на південний захід від села Дадакалівки[джерело?]. 
Основні притоки: Човнова , Бихів, Мужева Долина (ліві). 
На берегах Груні (Грунь-Черкеса) розташовані села: Ясенове, Гнилиця, Грунь, Шенгаріївка, Дейкалівка, Троянівка, Проценки, Шилівка, Підозірка, Іщенківка .
- У долині річки розташовані Ступківський ландшафтний заказник[8] та гідрологічний заказник «Озеро „Журавлине“».

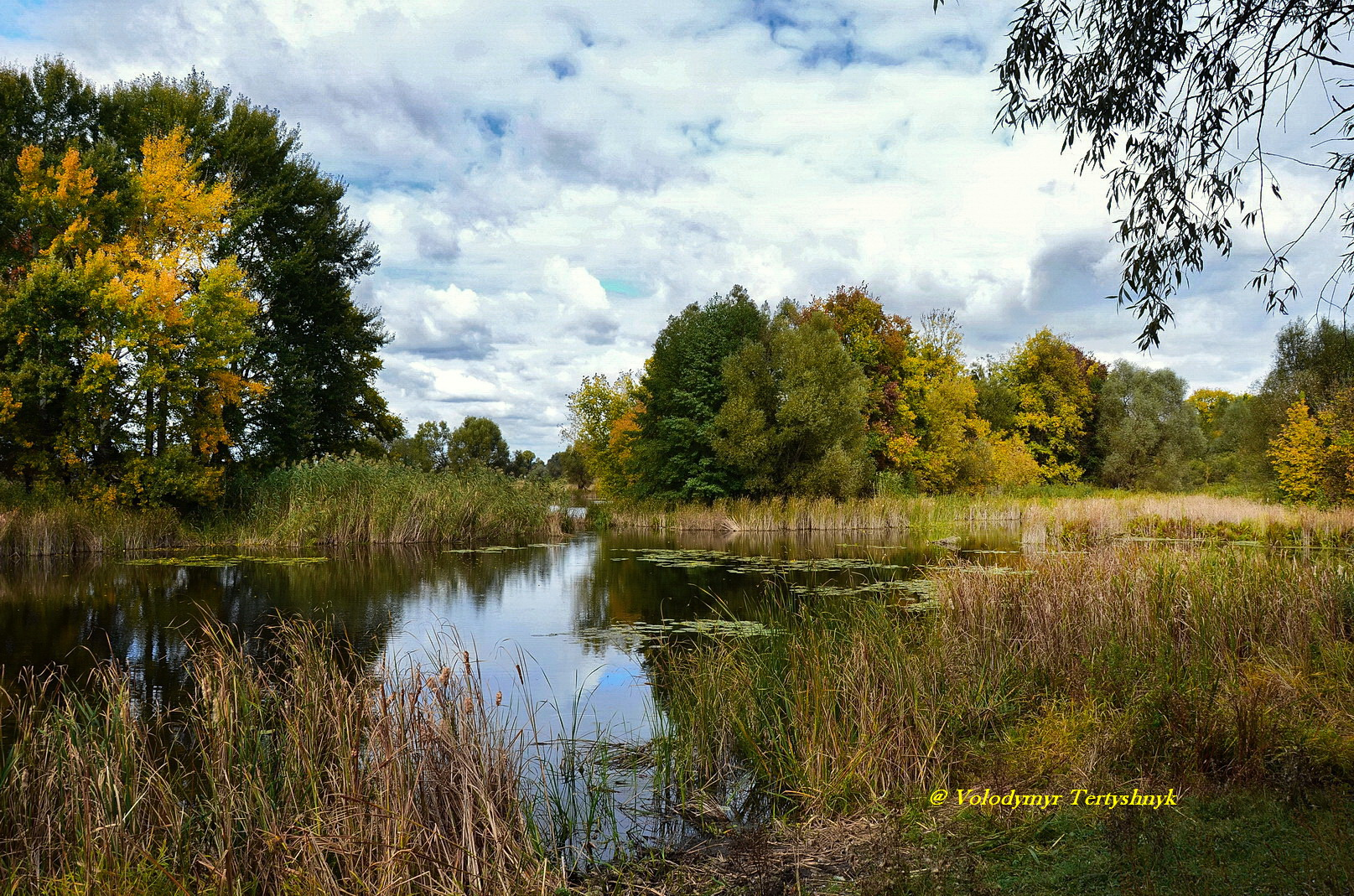
Осінні горизонти річки Грунь

## Галерея

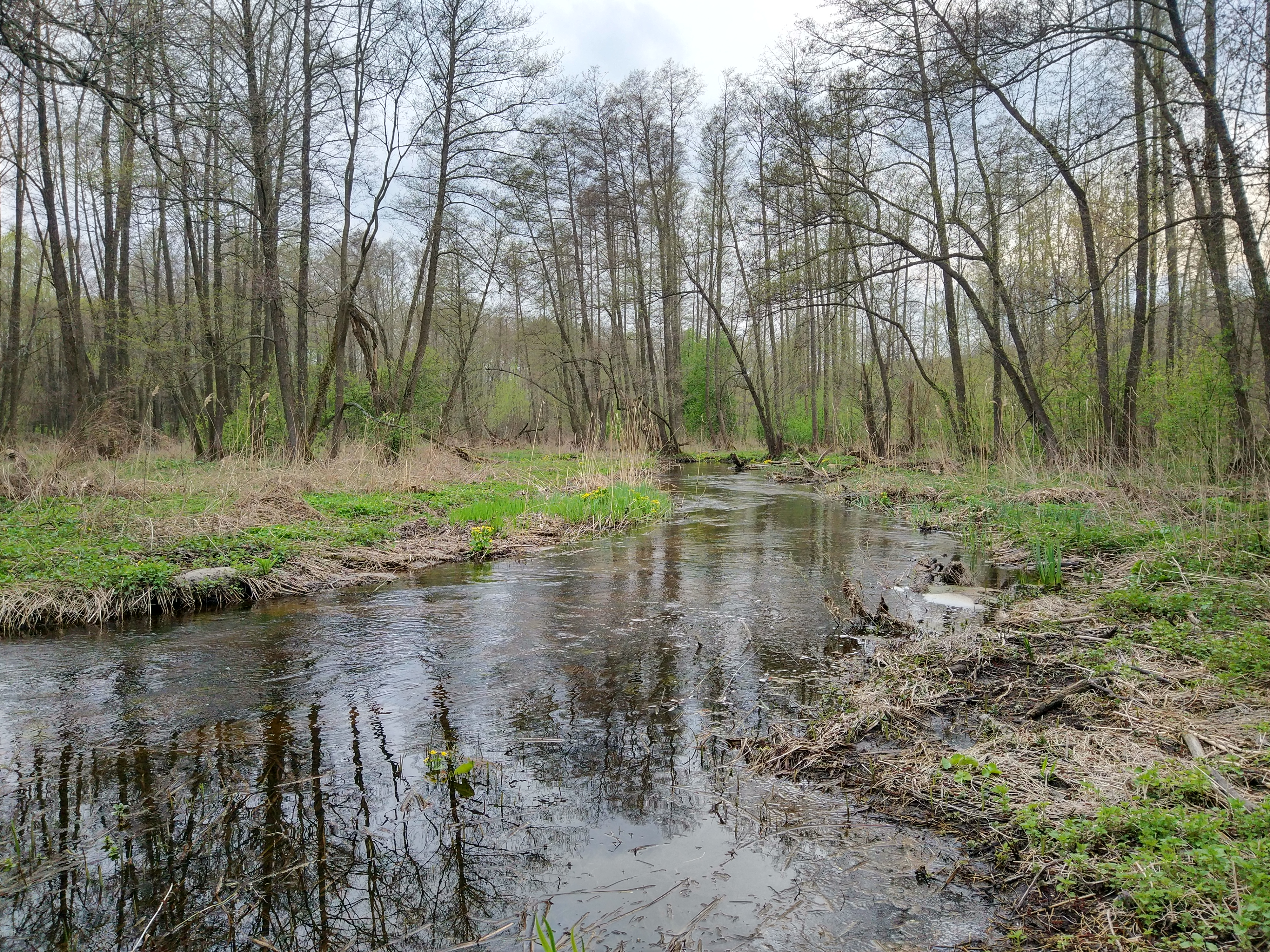
Повноводна річка Грунь весною
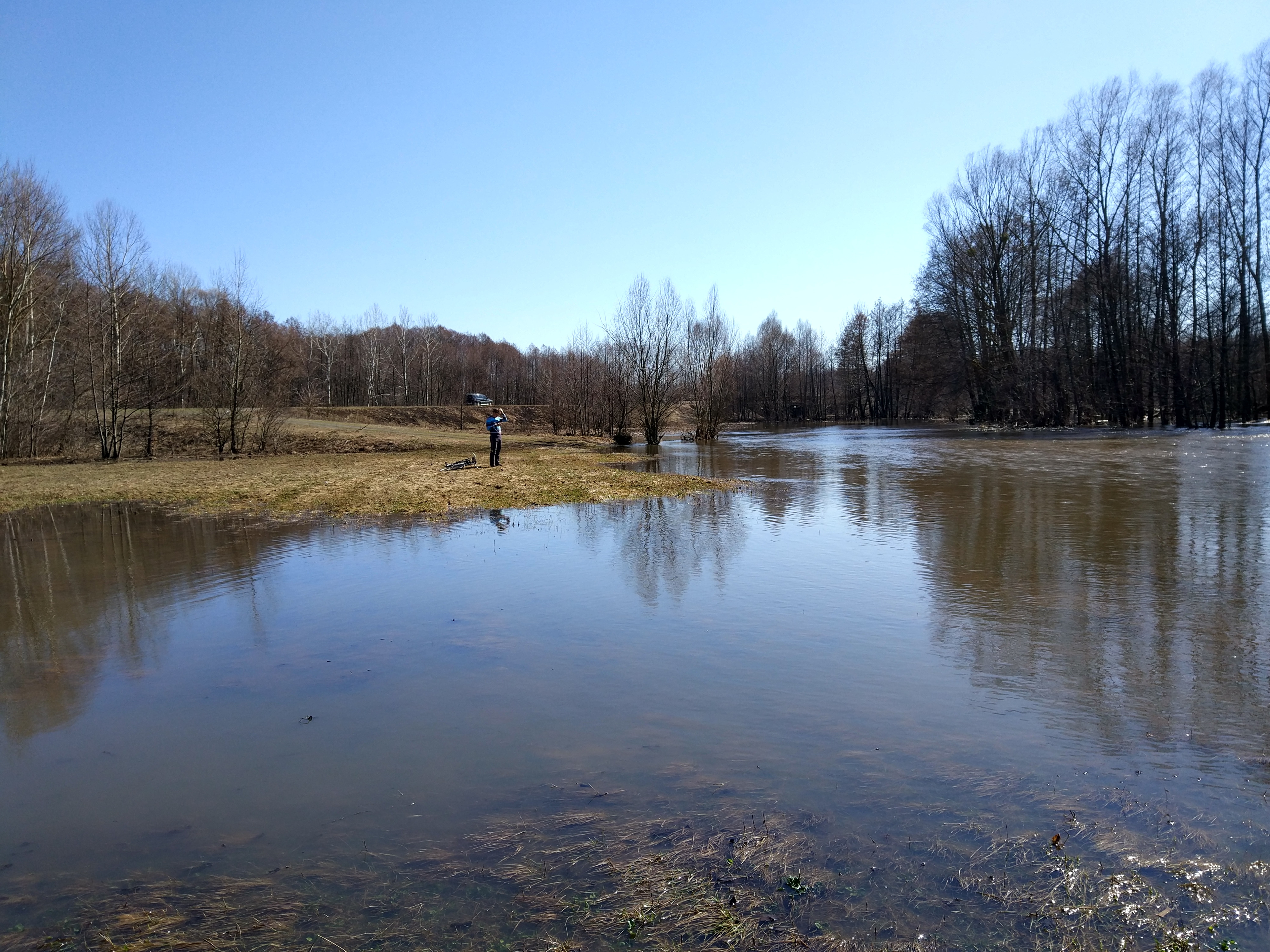
Повінь річки біля Іщенківського мосту, 2018 рік
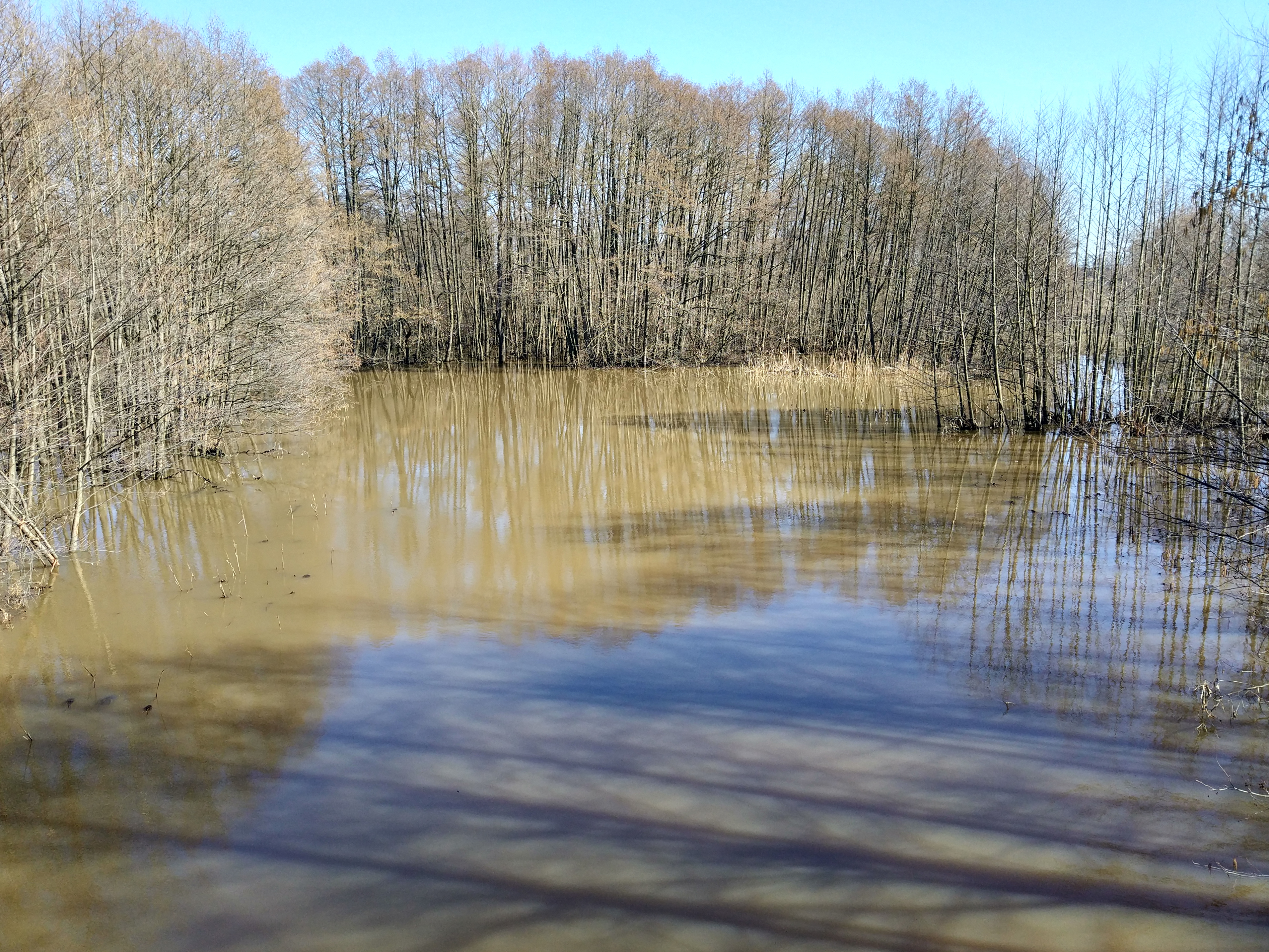
Вигляд з Іщенківського мосту на річку під час повені, квітень 2018 року
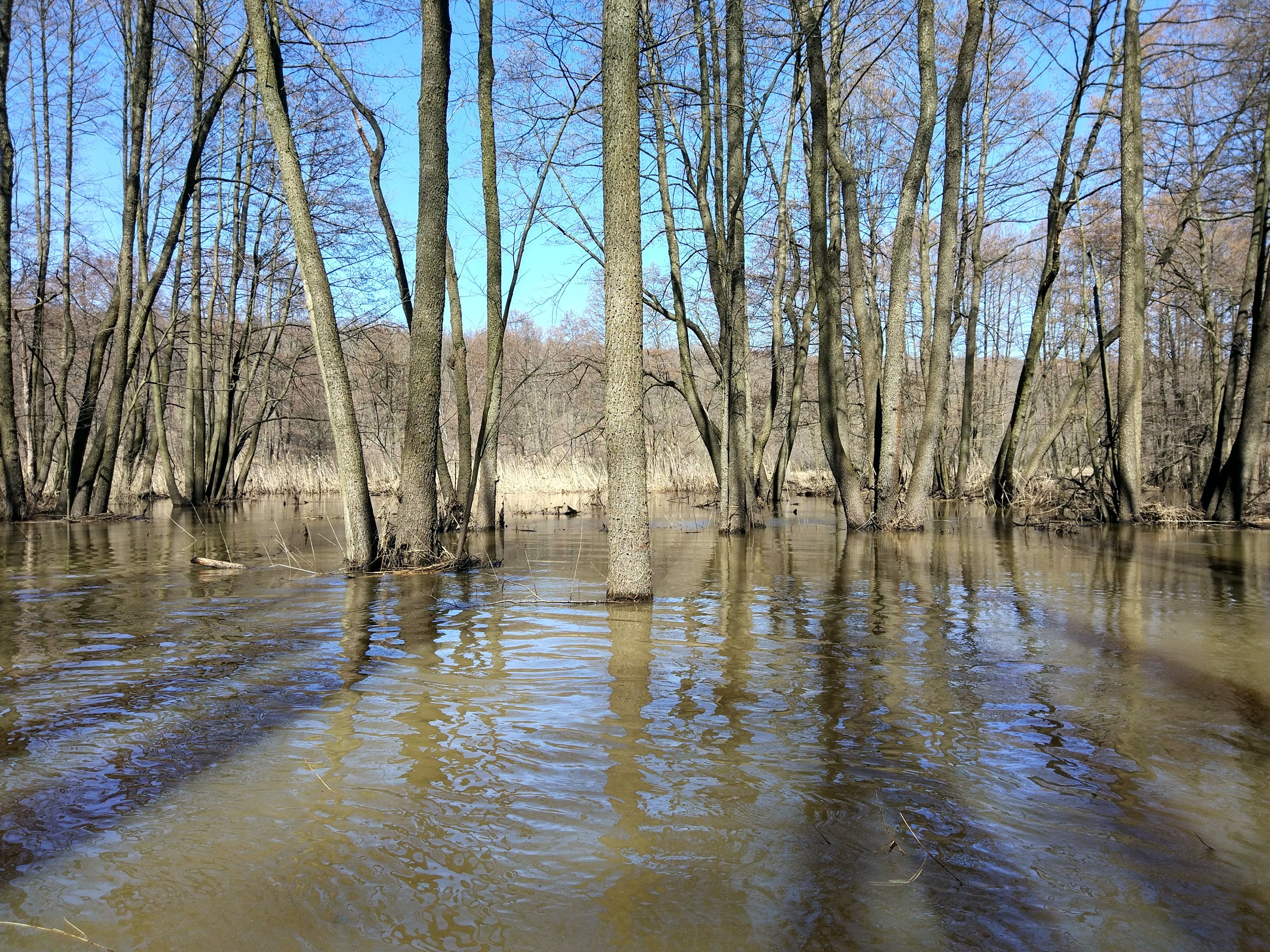
Затоплена заплава річки весною 2018 року
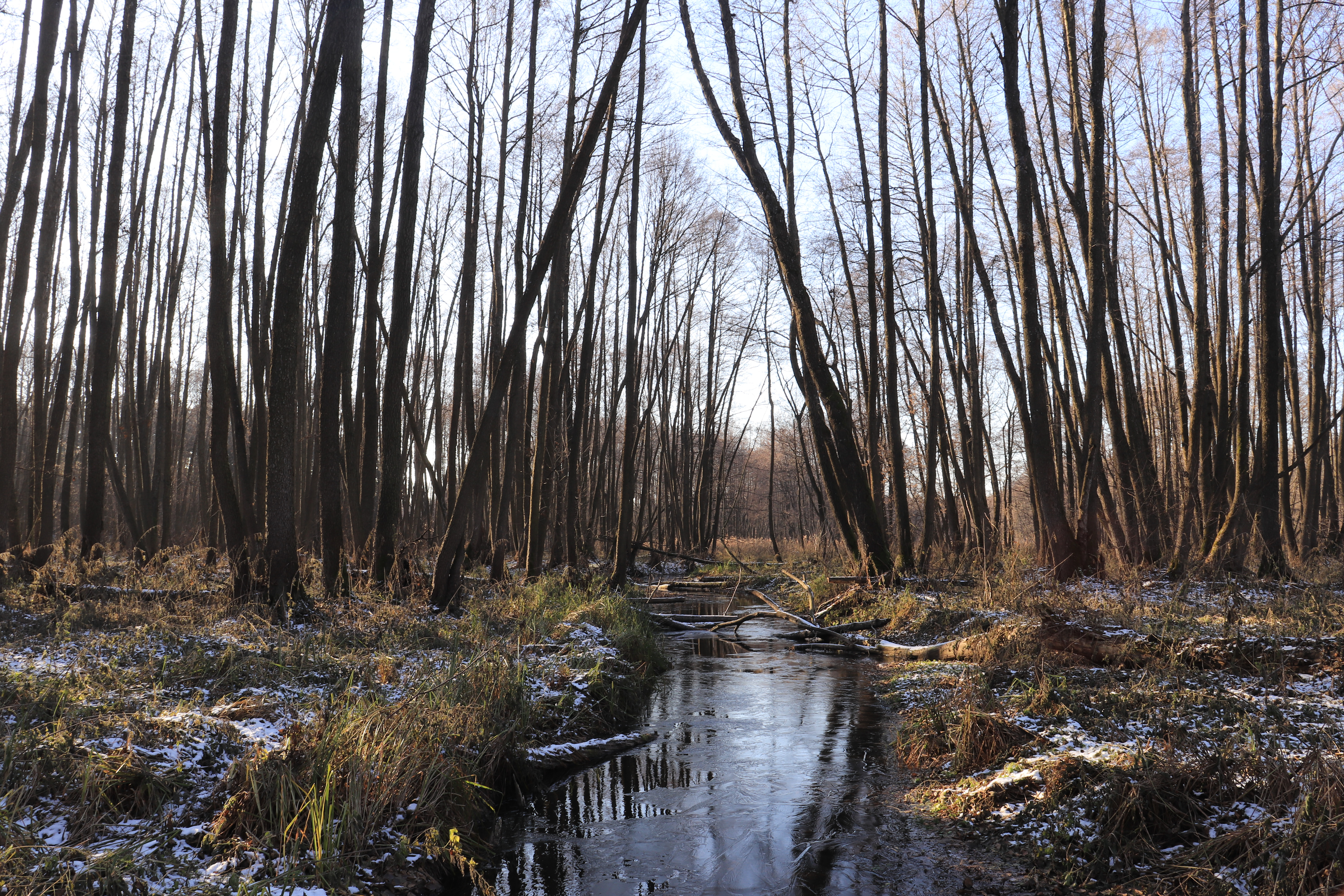
Один з рукавів річки Грунь взимку
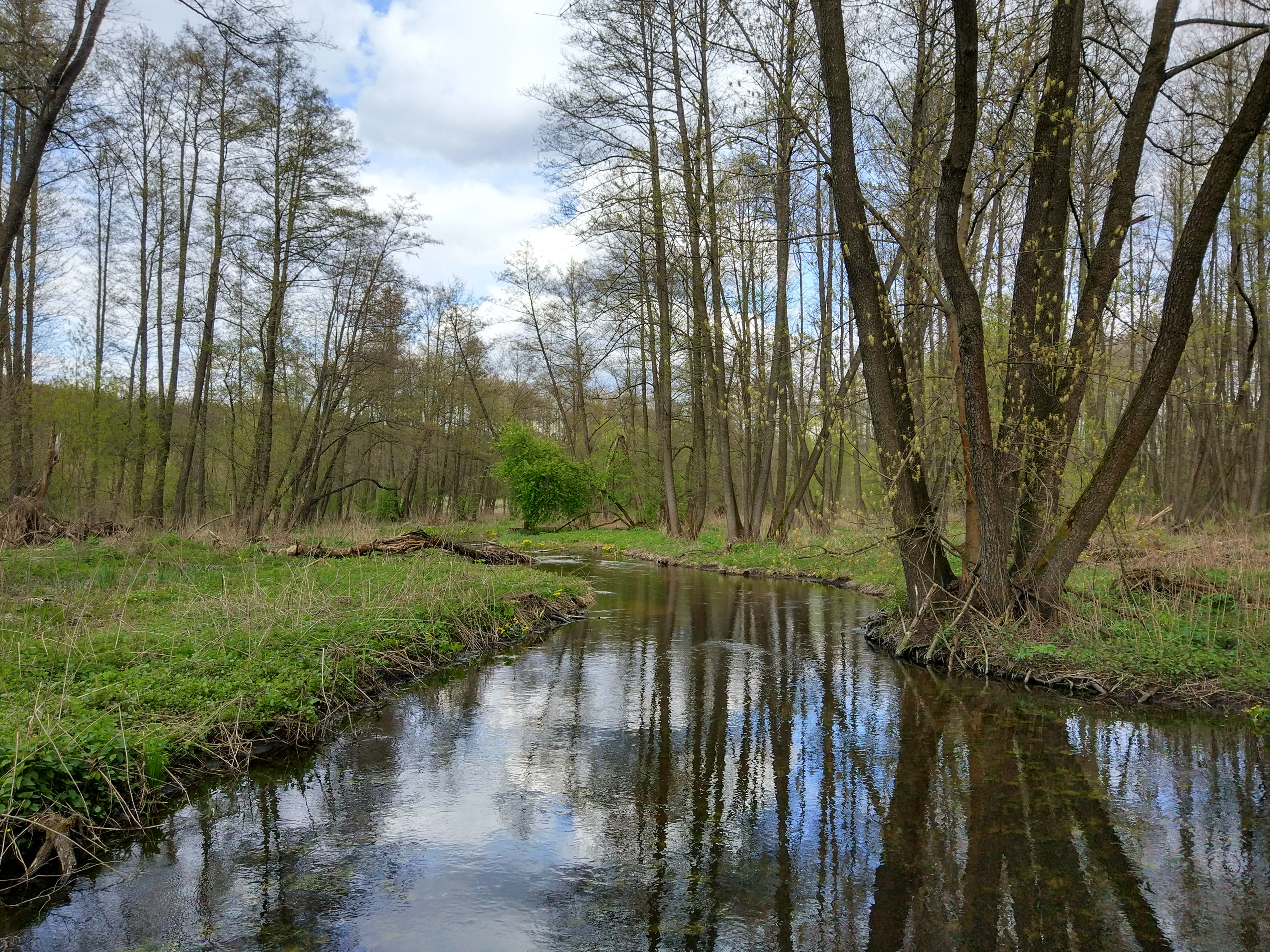
Річка Грунь в межах Підозірки
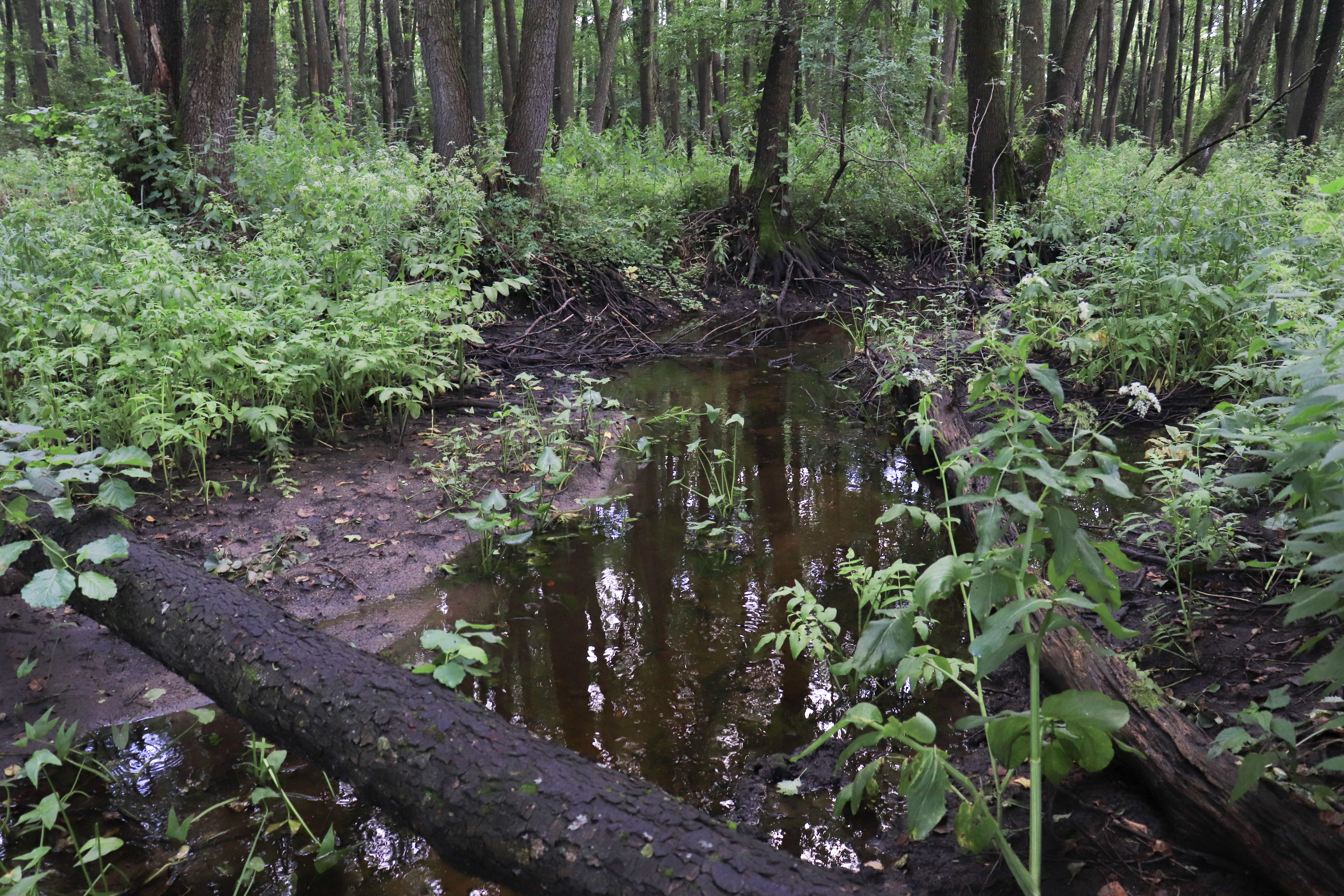
Межень на річці Грунь
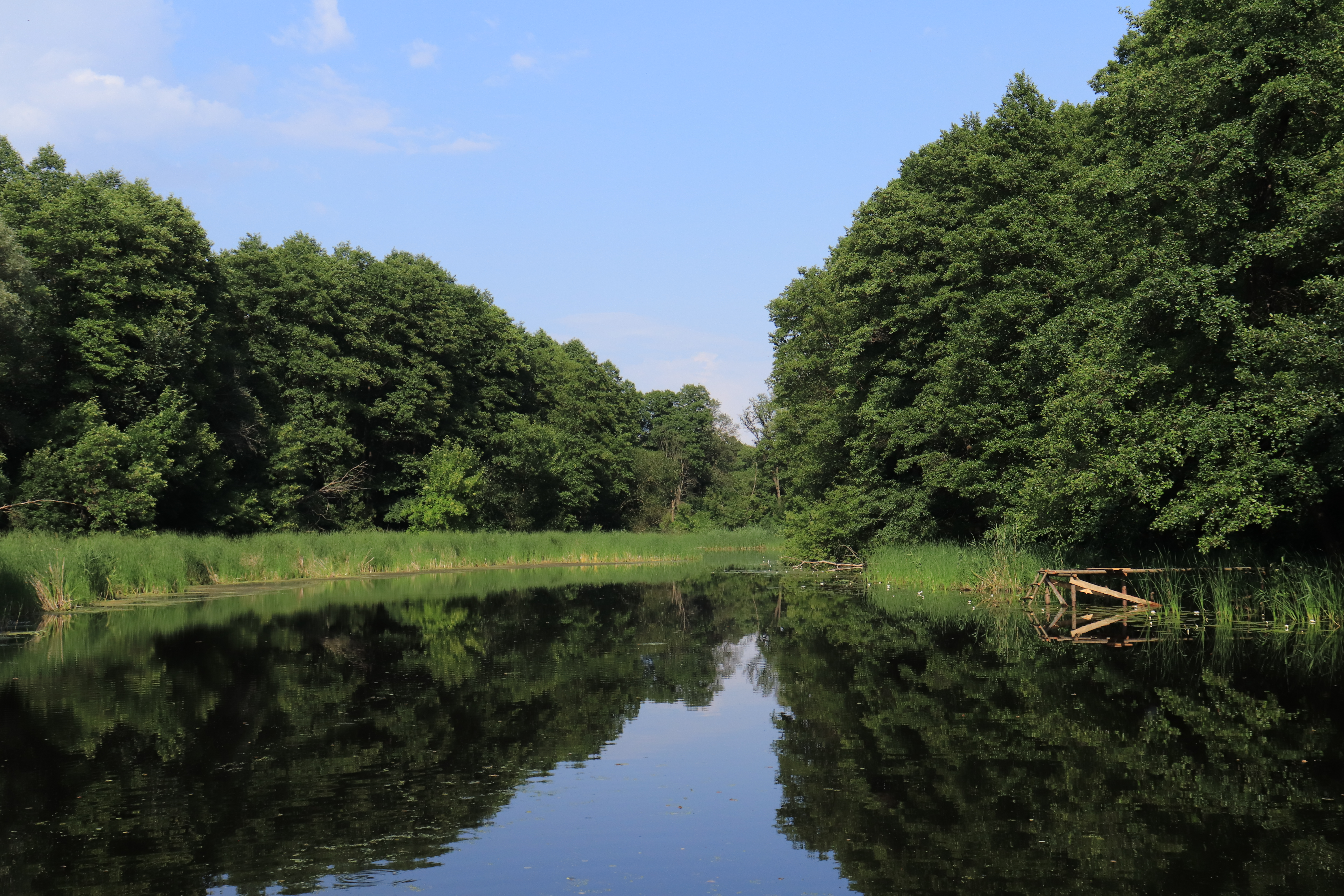
Широке плесо річки біля Іщенківки
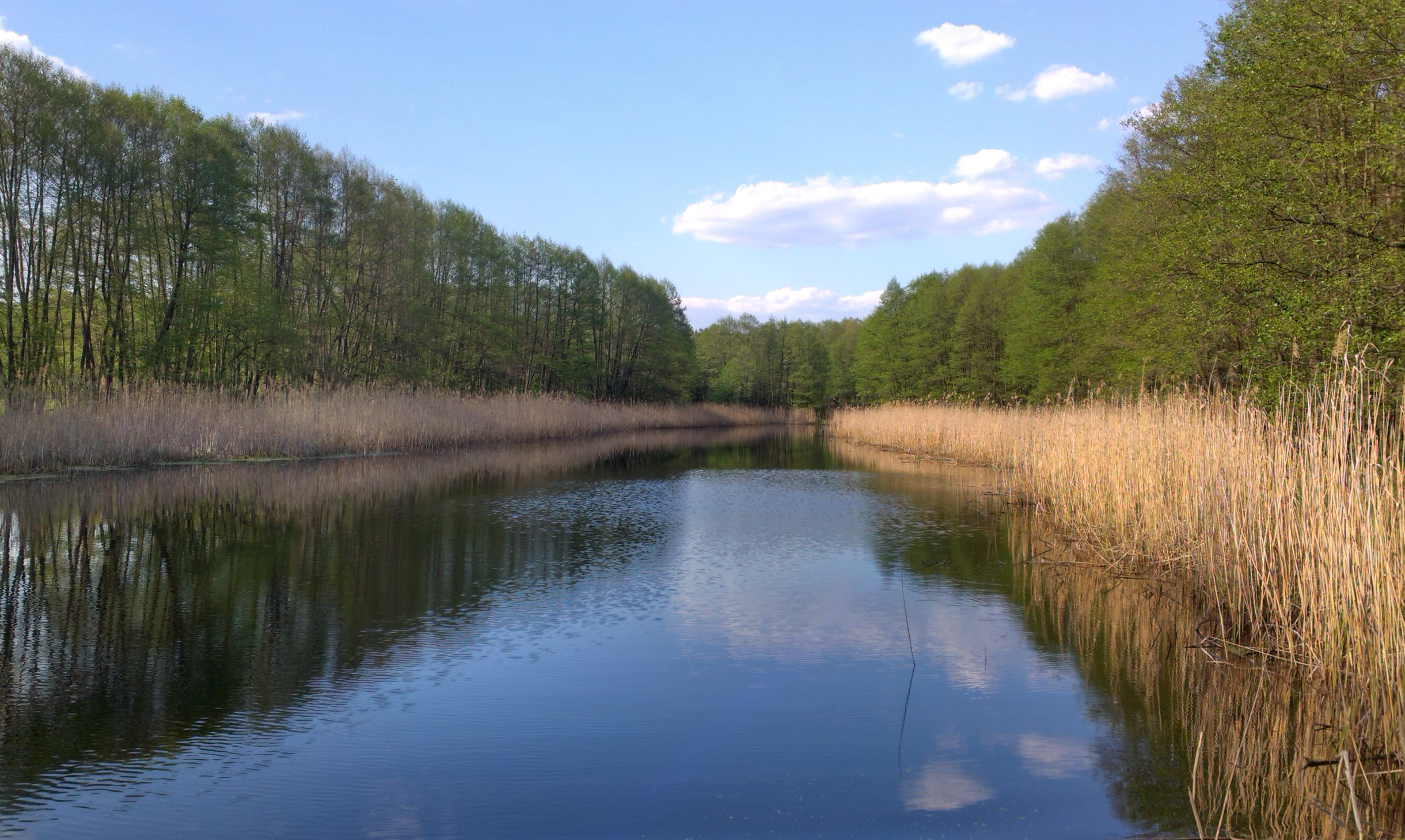
Широке плесо між Дейкалівкою та Підозіркою
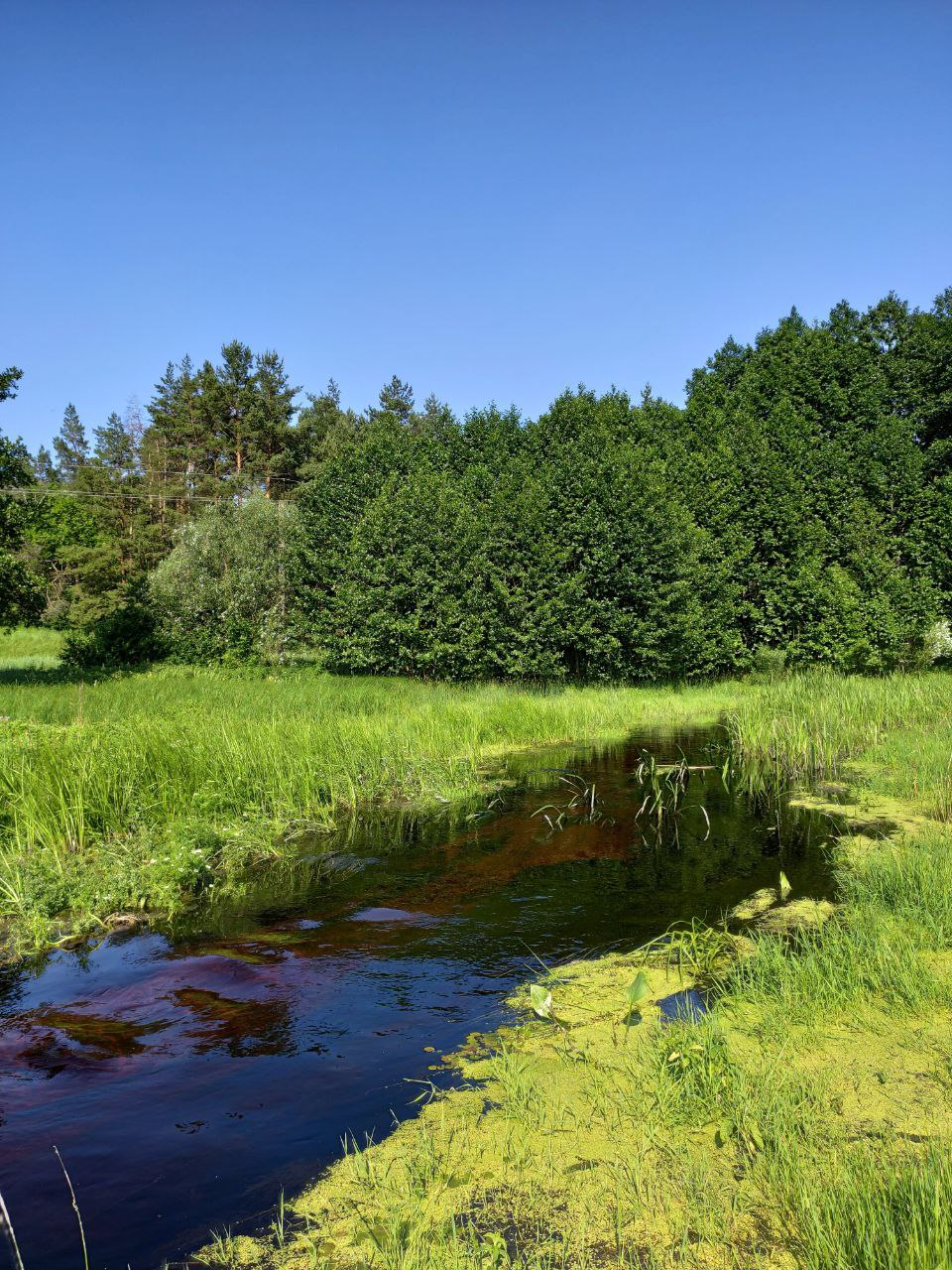
Річка Грунь біля Дейкалівки